# Myzomela malaitae
Myzomela malaitae е вид птица от семейство Meliphagidae. Видът е почти застрашен от изчезване.

## Разпространение
Видът е разпространен в Соломоновите острови.